# 詹姆士·馬地臣

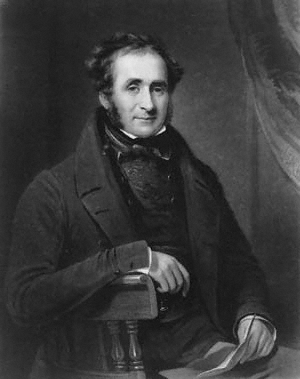
詹姆士·馬地臣

詹姆士·馬地臣爵士，Bt（Sir James Matheson, 1st Baronet，1796年11月17日—1878年12月31日），蘇格蘭人，十九世紀著名商人，怡和洋行的創辦人之一， 擔任過怡和洋行經理、廣州英商會主席。

## 生平
馬地臣生於蘇格蘭薩瑟蘭郡萊爾格（Lairg），曾就讀於愛丁堡的皇家高中（Royal High School）和愛丁堡大學。1815年，在叔父開設於印度加爾各答的麥金托什商行（Mackintosh & Co.）中工作。後因工作失誤，被叔父趕走。在貿易船長羅伯·泰勒（Robert Taylor）的建議下來到廣州。1819年起，兩人合作進行鴉片貿易，但馬地臣幾乎因此賠掉了全部家當，幸好後來鴉片的價格暴漲。
1820年，出任丹麥駐廣州領事，當時英國商人出任其他國家的領事可以避過英國東印度公司的規管。
1827年11月8日，和威廉·伍德（Wiliam W. Wood）在廣州創辦《廣州紀錄報》，報道商業行情，甚至鴉片價格。
1832年，與威廉·渣甸在廣州創辦了渣甸洋行。
1836年，著寫《英國對華貿易當前的處境和展望》（Present Position and Future Prospects of Trade in China）。
1842年，回到英國。1843年11月9日，與瑪麗·波斯富結婚。1844年，以50多萬英鎊買下劉易斯島，並建成劉易斯堡。1851年受封第一代劉易斯準男爵（1st Baronet of Lewis）。1843年至1852年任阿什伯頓市的國會議員。1852年至1868年任羅斯可麥郡（Ross and Cromarty）的國會議員。1878年，在法國芒通逝世，享年82歲。由於馬地臣沒有子女，所以其世襲爵位因無人繼承而斷絕。

## 地名

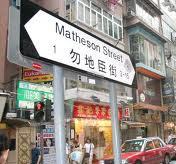
勿地臣街

香港銅鑼灣街（Matheson Street）是以馬地臣的名字命名。

## 外部連結
维基共享资源上的相關多媒體資源：詹姆士·馬地臣